# Port lotniczy Kastoria
Port lotniczy Kastoria (IATA: KSO, ICAO: LGKA) – port lotniczy położony w Kastorii, w Prefekturze Kastoria, w Grecji.

## Linie lotnicze i połączenia
| Linia Lotnicza | Kierunek           |
| -------------- | ------------------ |
| Sky Express    | 1. Ateny 2. Kozani |